# Decimus Valerius Asiaticus
Pour les articles homonymes, voir Asiaticus.
Decimus Valerius Asiaticus (né vers 5 av. J.-C. ; suicidé en 47 ap. J.-C.) est un homme politique du premier siècle de l'Empire romain, d'origine viennoise.

## Biographie
Les antécédents de Valerius Asiaticus sont inconnus. Tacite indique qu’il est né à Vienne, colonie romaine en Narbonnaise, et que sa richesse est considérable. Des papyrus découverts en Égypte ont confirmé cette richesse en montrant qu'Asiaticus possédait de grands domaines dans cette province près de Philadelphia et d'Euhemeria. Un de ses affranchis est connu dans la colonie romaine de Nyon où il fut sévir. Cela illustre la richesse d'un de ses anciens esclaves et montre sans doute qu'Asiaticus avait des propriétés à Nyon. À Vienne même on connaît les Asiaticiani scaenici d'après une stèle funéraire, troupe d'acteurs vraisemblablement financée à l'origine par Asiaticus ou par son père et témoignant de leur évergétisme.
Asiaticus est sans doute l'un des premiers Gaulois originaires de Narbonnaise à rentrer au sénat avec le Nîmois Domitius Afer, et fut le premier à devenir consul. Son épouse Lollia Saturnina est la fille d’un ancien consul ami d'Auguste, et sœur de Lollia Paulina, une des épouses de Caligula, parentés qui rattachent Valérius Asiaticus à la haute aristocratie romaine et au cercle des familiers de Caligula,. Selon Bernard.J.Kavanagh, Lollia Saturnina n'est pas son épouse mais plutôt la première femme de son fils homonyme. Il argumente son hypothèse sur le silence des sources ainsi que l'absence des cognonem Lollius, Paulinus et Saturninus dans l' onomastique de son fils.
Il est sénateur et est nommé consul suffect, à une date inconnue mais antérieure à la mort de Caligula selon Pierre Grimal, ou en 35 à la fin du règne de Tibère. Devenu empereur, Caligula s’en fait un ennemi par ses sarcasmes, en évoquant en détail lors d’un banquet le comportement de son épouse dans les bras d’un homme.
On considère couramment aujourd'hui que c'est grâce à son influence que Vienne a pu être promue du statut de colonie latine au statut de colonie romaine entre 35 et 41, vraisemblablement durant le règne de Caligula.
Le 24 janvier 41, Caligula est assassiné dans un passage du palais par un groupe de prétoriens. Le rôle d’Asiaticus dans le complot n’est pas clair : il assiste avec Caligula aux Jeux capitolins, mais vers midi il s'éclipse du spectacle en même temps que Caligula, Claude et les conjurés, toutefois il est absent lorsque le tribun Cassius Chaerea tue Caligula dans un couloir. Lorsque la foule sur le forum apprend la nouvelle du meurtre, il rétorque à ceux qui lui demandent qui en est l’auteur qu'il aurait voulu que ce fût lui, affirmant son approbation tout en se disculpant d'une participation directe. Il fait partie de la centaine de sénateurs qui se réunissent à l’aube du 25 sur le Capitole pour délibérer de l’avenir de l’empire. Quelques candidats se déclarent prêts à la succession de Caligula, mais Valerius Asiaticus est dissuadé d’y songer par les conjurés. La proclamation de Claude par les prétoriens met un terme à ces prétentions.
En 43, Valerius Asiaticus participe à la conquête de la Bretagne.
En 46, Valerius Asiasticus est consul pour la seconde fois, avec M. Junius Silanus. Ce second consulat est plus important puisqu’il s’agit d’un consulat dit éponyme, c'est-à-dire débutant au début de l’année et dont le titulaire donne son nom à l’année. Obtenir un second consulat est un honneur rare à cette époque, réservé aux proches de la famille impériale. Asiaticus pouvait conserver son consulat pendant l’année complète, mais il se démit volontairement, par crainte selon Dion Cassius des jalousies causées par sa richesse et son élévation.
Sa disgrâce survient l’année suivante, pour des raisons apparemment futiles. Suétone qui pourtant s’étend sur les complots et les procès instruits par Claude n’en dit rien. Selon Tacite et Dion Cassius, c’est sa richesse considérable qui le perd : l’impératrice Messaline, épouse de Claude convoite les magnifiques jardins qui avaient appartenu à Lucullus et que Valerius possède à Rome. L'ampleur et le luxe des aménagements réalisés par Asiaticus à Rome semblent avoir été confirmés par les fouilles archéologiques. Messaline veut aussi atteindre Poppaea Sabina, qu’elle croit être la maîtresse de Valerius, et qui est sa rivale dans les faveurs du pantomime Mnester. Dans un premier temps, Sosibius, le précepteur de Britannicus, met en garde Claude contre Valerius, rappelant sa participation à l’élimination de Caligula et insinuant qu’il pourrait grâce à ses appuis en Gaule soulever les armées de Germanie.

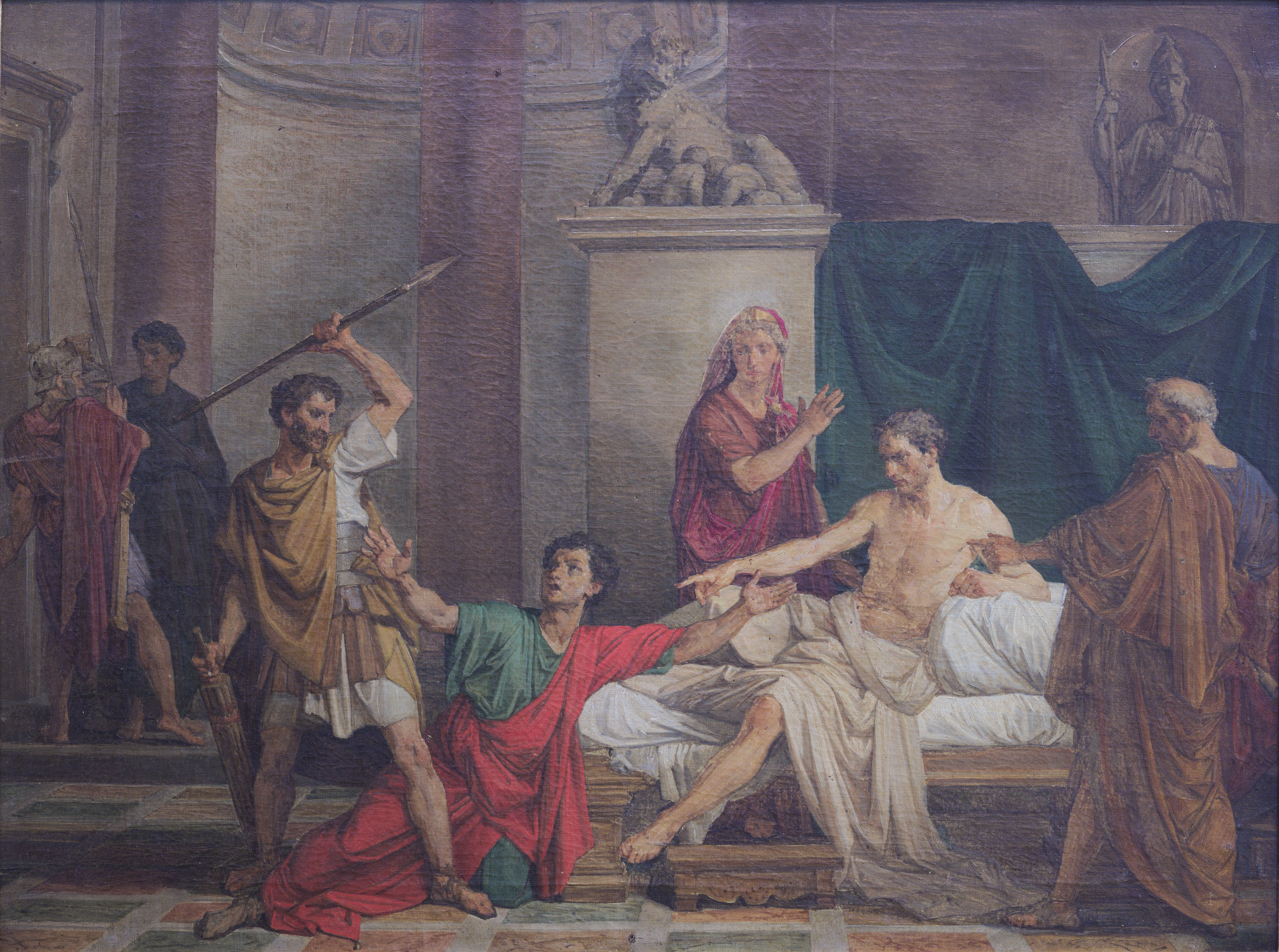
L'empereur Claude fait assassiner son légat Asiaticus, tableau de Raffaele Postiglione (1818-1897), avec une interprétation de l'attitude suppliante d'Asiaticus qui s'écarte du récit de Suétone

Claude avait déjà eu à faire face à un complot mêlant des sénateurs et les troupes stationnées en Dalmatie, il réagit aussitôt. Valerius Asiaticus est arrêté dans la station de Baïes par le préfet du prétoire et transféré à Rome. Au lieu de comparaître devant ses pairs au sénat, il est jugé dans la chambre de Claude, devant le conseil de ce dernier. Accusé par Sillius de corruption des soldats et de mœurs efféminées, il nie tout. Un soldat convoqué comme témoin à charge se trompe quand on lui demande de le reconnaître parmi les personnes présentes, mais le consul en titre Lucius Vitellius, acquis à la cause de Messaline, persuade Claude de laisser à Valerius Asiaticus le choix de sa mort. Rentré chez lui, il fait préparer son bûcher funéraire dans ses jardins et se suicide en s’ouvrant les veines,.

## Analyse de sa destitution
Le motif invoqué par Tacite et Dion Cassius paraît inconsistant aux yeux d’historiens modernes comme Barbara Levick, et plus destiné à alimenter l’image d’une Messaline futile et dangereuse. La question est de savoir si Asiaticus pouvait être une menace pour Claude. L’ascension exceptionnelle d’un provincial, et sa richesse considérable contrastant avec l’appauvrissement des sénateurs de la vieille aristocratie obligés de renoncer à leur rang a pu susciter la désapprobation, comme l’indique sa démission anticipée de son consulat, pour éviter les jalousies. Lors de son discours au Sénat retranscrit dans la table claudienne, Claude le déprécie sans le nommer en le qualifiant de brigand et de prodige de palestre. Le terme employé par Claude, latro, est très dur, Cicéron l’avait appliqué aux complices de Catilina dans ses fameux discours et il implique des vols avec violence et meurtre, et pourrait sous-entendre qu'Asiaticus s’était enrichi par des extorsions.
Par ailleurs, l’influence qu'Asiaticus aurait pu avoir sur les légions de Germanie paraît possible : elles dépendaient des Gaules pour leurs approvisionnements et leurs soldes, et un grand nombre de légionnaires étaient originaires de Narbonnaise plus particulièrement de Vienne, ville natale d’Asiaticus. Le soutien qu’apportera son fils lors de la révolte de Vindex contre Néron confirme la vraisemblance de cette influence.

## Famille
Un sénateur romain homonyme, Decimus Valerius Asiaticus , peut-être le fils d'Asiaticus, est légat de la province de Gaule belgique en 69, il se rallia à Vitellius : la disgrâce du premier Asiaticus n'aurait donc pas compromis le maintien de la famille au sein du sénat romain.

## Postérité dans l'art et la fiction
Le peintre d'histoire Raffale Postiglione (1818-1897) a réalisé un tableau L'empereur Claude fait assassiner son légat Asiaticus, sans suivre le narration historique de Tacite. Il montre Claude, dans sa chambre à coucher, ordonnant à un licteur de frapper Asiaticus agenouillé et suppliant. À côté du lit de Claude, Messaline assiste à la condamnation.
Le latiniste et archéologue Christian Goudineau a fait de Valerius Asiaticus le sujet d'un roman paru en 2011 : Le Procès de Valérius Asiaticus.